# Maicel Malone-Wallace
Maicel Malone-Wallace, född den 6 juni 1969 i Indianapolis, är en amerikansk före detta friidrottare som tävlade i kortdistanslöpning.
Malone-Wallace genombrott kom när hon blev trea på 100 meter vid VM för juniorer 1986. Två år senare blev hon tvåa på 400 meter vid VM för juniorer.
Som senior var hon i final på 400 meter vid VM i Göteborg 1995 där hon slutade sjua. Vid både Olympiska sommarspelen 1996 och vid VM 1997 blev hon utslagen i semifinalen på 400 meter.
Som en del av USA:s stafettlag på 4 x 400 meter blev hon världsmästare vid VM 1993 och hon vann även guld vid OS 1996 i Atlanta.

## Personliga rekord
- 100 meter - 11,47
- 200 meter - 20,80
- 400 meter - 50,05